# Teun Boer
Teun Boer (* 5. Mai 2001) ist ein niederländischer Shorttracker.

## Werdegang
Boer trat international erstmals bei den Juniorenweltmeisterschaften 2020 in Bormio in Erscheinung und kam dort auf den achten Platz mit der Staffel. In der Saison 2022/23 nahm er in Montreal erstmals am Shorttrack-Weltcup teil, wobei er den dritten Platz über 1000 m errang und belegte bei den Weltmeisterschaften 2023 in Seoul den 23. Platz über 500 m sowie den sechsten Platz mit der Staffel. Zudem gewann er dort die Goldmedaille mit der Mixed-Staffel. In der folgenden Saison wurde er mit vier Top-Zehn-Platzierungen Neunter im Weltcup über 500 m und holte drei Siege mit der Mixed-Staffel. Außerdem lief er in der Mixed-Staffel einmal auf den zweiten Platz und siegte in Seoul mit der Staffel. Bei den Europameisterschaften 2024 in Danzig gewann er die Silbermedaille über 500 m und mit der Staffel sowie der Mixed-Staffel jeweils die Goldmedaille. Im Lauf dort über 1000 m wurde er Neunter. Beim Saisonhöhepunkt, den Weltmeisterschaften 2024 in Rotterdam, belegte er den 13. Platz über 500 m und jeweils den vierten Platz in den Staffelwettbewerben. In der Saison 2024/25 erreichte er mit zwei Top-Zehn-Platzierungen, darunter Platz zwei in Peking, erneut den neunten Platz im Weltcup über 500 m und errang drei erste Plätze sowie einen dritten Platz in den Staffelwettbewerben. Bei den Europameisterschaften 2025 in Dresden lief er auf den sechsten Platz über 500 m und gewann mit der Mixed-Staffel die Silbermedaille. Beim Saisonhöhepunkt, den Weltmeisterschaften 2025 in Peking, belegte er den 21. Rang über 500 m, den achten Rang mit der Staffel und den vierten Platz mit der Mixed-Staffel.

## Erfolge

### Weltmeisterschaften
- 2023 Seoul: 1. Platz Mixed-Staffel, 6. Platz Staffel, 23. Platz 500 m
- 2024 Rotterdam: 4. Platz Mixed-Staffel, 4. Platz Staffel, 13. Platz 500 m
- 2025 Peking: 4. Platz Mixed-Staffel, 8. Platz Staffel, 21. Platz 500 m

### Europameisterschaften
- 2024 Danzig: 1. Platz Mixed-Staffel, 1. Platz Staffel, 2. Platz 500 m, 9. Platz 1000 m
- 2025 Dresden: 2. Platz Mixed-Staffel, 4. Platz Staffel, 6. Platz 500 m

### Platzierungen im Weltcup

#### Weltcupsiege im Team
| Nr. | Datum             | Ort       |
| --- | ----------------- | --------- |
| 1.  | 9. Dezember 2023  | Peking 1  |
| 2.  | 16. Dezember 2023 | Seoul 2   |
| 3.  | 17. Dezember 2023 | Seoul 3   |
| 4.  | 17. Februar 2024  | Danzig 4  |
| 5.  | 9. Februar 2025   | Tilburg 5 |
| 6.  | 9. Februar 2025   | Tilburg 6 |
| 7.  | 16. Februar 2025  | Mailand 5 |

#### Weltcup-Gesamtplatzierungen
| Saison  | Gesamt | Gesamt | 500 m  | 500 m | 1000 m | 1000 m | 1500 m | 1500 m |
| Saison  | Punkte | Platz  | Punkte | Platz | Punkte | Platz  | Punkte | Platz  |
| ------- | ------ | ------ | ------ | ----- | ------ | ------ | ------ | ------ |
| 2022/23 | 182    | 34.    | 68     | 27.   | 114    | 17.    | -      | -      |
| 2023/24 | 323    | 20.    | 235    | 9.    | 46     | 35.    | 42     | 33.    |
| 2024/25 | 176    | 19.    | 162    | 9.    | 14     | 37.    | -      | -      |

### Persönliche Bestzeiten
| Distanz | Zeit         | Datum              | Ort        |
| ------- | ------------ | ------------------ | ---------- |
| 500 m   | 40,023 s     | 7. Dezember 2024   | Peking     |
| 1000 m  | 1:24,223 min | 29. Oktober 2022   | Montreal   |
| 1500 m  | 2:14,248 min | 30. September 2023 | Heerenveen |